# Verrue
Verrue ist eine französische Gemeinde mit 382 Einwohnern (Stand: 1. Januar 2022) im Département Vienne in der Region Nouvelle-Aquitaine; sie gehört zum Arrondissement Châtellerault und zum Kanton Loudun (bis 2015: Kanton Monts-sur-Guesnes).

## Geographie
Verrue liegt etwa 34 Kilometer nordnordwestlich von Poitiers. Der Wald von Scévolles liegt teilweise im Gemeindegebiet. Umgeben wird Verrue von den Nachbargemeinden Guesnes und Monts-sur-Guesnes im Norden, Saires im Osten und Nordosten, Doussay im Osten und Südosten, Coussay im Süden, Saint-Jean-de-Sauves im Westen sowie La Chaussée im Nordwesten.

## Bevölkerungsentwicklung
| Jahr                      | 1962 | 1968 | 1975 | 1982 | 1990 | 1999 | 2006 | 2013 |
| Einwohner                 | 625  | 541  | 463  | 399  | 369  | 351  | 371  | 400  |
| Quelle: Cassini und INSEE |      |      |      |      |      |      |      |      |

## Sehenswürdigkeiten
- Kirche Saint-Hilaire aus dem 19. Jahrhundert
- Schloss Purnon, seit 1995 Monument historique[1]